# Verchnebureinskij rajon
Il Verchnebureinskij rajon (in russo Верхнебуреинский район?) è un municipal'nyj rajon del Kraj di Chabarovsk, nell'Estremo oriente russo.